# Hyperoche capunicus
Hyperoche capunicus är en kräftdjursart som beskrevs av Barnard 1930. Hyperoche capunicus ingår i släktet Hyperoche och familjen Hyperiidae. Inga underarter finns listade i Catalogue of Life.